# アナスタシオス・バカセタス
アナスタシオス・バカセタス（Anastasios Bakasetas 、1993年6月28日 - ）は、ギリシャ・コリントス出身の同国代表プロサッカー選手。トラブゾンスポル所属。ポジションはFW。

## 経歴

### クラブ
アステラス・トリポリスFCの下部組織で育成され、2010-11シーズンにトップ昇格を果たした。
2015年1月28日、パニオニオスFCに移籍。
2016年6月8日、推定移籍金30万ユーロでAEKアテネFCが獲得。

### 代表
ユース年代からのギリシャ代表歴がある。
2016年6月4日、親善試合のオーストリア代表戦でフル代表デビューを果たした。

## 所属クラブ
ユース
- アステラス・トリポリスFC 2008-2010

プロ
- アステラス・トリポリスFC 2010-2015

→ トラシブロスFC 2010-2011 (loan)
→ アリス・テッサロニキFC 2013-2014 (loan)
- パニオニオスFC 2015-2016
- AEKアテネFC 2016-2019
- アランヤスポル 2019-2021
- トラブゾンスポル 2021-

## 代表歴
- U-19ギリシャ代表
  - UEFA U-19欧州選手権2012
- U-20ギリシャ代表
  - 2013 FIFA U-20ワールドカップ
- U-21ギリシャ代表
- ギリシャ代表